# Roches gravées des Montagnes Anglaises
Les Roches gravées des Montagnes Anglaises constituent un monument historique de Guyane situé dans la ville de Roura.
Le monument est inscrit monument historique par arrêté du 8 mars 2002 .